# Otocinclus macrospilus
Otocinclus macrospilus és una espècie de peix de la família dels loricàrids i de l'ordre dels siluriformes que es troba a la conca del riu Amazones (Sud-amèrica).
Els mascles poden assolir els 3,5 cm de llargària total.